# Junior Kabananga
Junior Kabananga Kalonji, född 4 april 1989, är en kongolesisk fotbollsspelare som spelar för Qatar SC.

## Landslagskarriär
Kabananga debuterade och gjorde sitt första mål för DR Kongos landslag den 15 oktober 2014 i en 4–3-vinst över Elfenbenskusten. Han var uttagen i DR Kongos trupp till Afrikanska mästerskapet 2015 och 2017.